# Pfarrkirche Meggenhofen

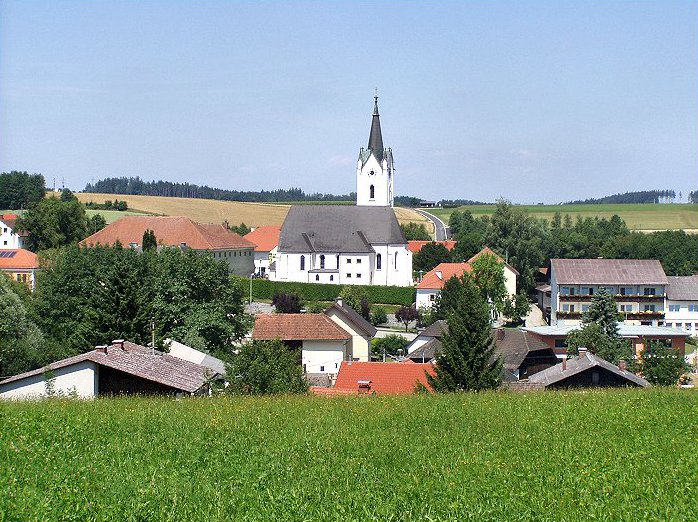
Kath. Pfarrkirche hl. Martin in Meggenhofen

Die römisch-katholische Pfarrkirche Meggenhofen steht im Ort Meggenhofen in der Gemeinde Meggenhofen im Bezirk Grieskirchen in Oberösterreich. Die auf den heiligen Martin geweihte Kirche gehört zum Dekanat Gaspoltshofen in der Diözese Linz. Die Kirche und der Friedhof und der Steg über den ehemaligen Wehrgraben stehen unter Denkmalschutz.

## Geschichte
Eine Kirche wurde 1302 urkundlich genannt.

## Architektur
Der größere spätgotische Kirchenbau mit einem anfangs einschiffigen dreijochigen Langhaus erhielt später ein nördliches niedrigeres Seitenschiff als Annakapelle. Der zweijochige Chor schließt mit einem Fünfachtelschluss. Die Kirche war netzrippengewölbt, die Rippen wurden jedoch überwiegend entfernt. Die dreiachsige westliche Orgelempore ist netzrippenunterwölbt. Der Turm im nördlichen Chorwinkel trägt einen neugotischen Spitzhelm. Der Pfarrhof ist aus 1610.

## Ausstattung
Der Hochaltar, die Seitenaltäre und die Kanzel sind aus dem zweiten Viertel des 18. Jahrhunderts. Der Altar in der Annakapelle ist neugotisch. Die Orgel ist aus der Mitte des 18. Jahrhunderts. 